# Дэвис, Оливер Форд
О́ливер Ро́берт Форд Дэ́вис (англ. Oliver Robert Ford Davies; 12 августа 1939) — английский актёр и сценарист, наиболее известный по роли Сио Биббла в трилогии-приквелов «Звёздные войны».

## Ранняя жизнь и академическая карьера
Дэвис родился в Илинге, Мидлсексе, Англии. Он учился в Королевской школе в Кентербери. Там он выиграл стипендию на обучение в колледже Мёртон Оксфорда, где он изучал историю и стал президентом Драматического общества Оксфордского университета. Прежде чем заниматься профессиональным актёрством в 1967 году, он работал преподавателем истории в Эдинбургском университете.

## Актёрская карьера
У Дэвиса была регулярная роль королевского адвоката Питера Фокскотта в сериале «Кавана». Он также появился в телевизионной драме ITV «Незваные» и эпизоде 2002 года популярного сериала «Война Фойла». Его самой громкой ролью была роль Сио Биббла в фильмах «трилогии-приквела» «Звёздных войн», выпущенных в 1999, 2002 и 2005 годах.
Он появился в роли Поломния в постановке «Гамлета» Королевской шекспировской компании, наряду с Дэвидом Теннантом и Патриком Стюартом, в 2009 году появился в постановке «Всё хорошо, что хорошо кончается» в Королевском национальном театре в роли Короля Франции. В 2010 году, он появился в роли Бальфура в премьере пьесы Бена Брауна «Обещание», о Декларации Бальфура. В 2012 году, он появился в постановочной адаптации книги Мишель Магориан «Спокойной ночи, мистер Том», где он сыграл главного героя, Томаса Оукли. Он вернулся в Королевскую шекспировскую компанию в 2014 году в роли Шелло в пьесе «Генрих IV, часть 2».

## Награды и номинации
Дэвис был удостоен премии Лоренса Оливье в 1990 году (сезон 1989) за лучшую мужскую роль в новой пьесе за «Гонки демона». Он был дважды номинирован на театральную премию Лоренса Оливье за лучшую роль второго плана в пьесе «Совершенно! (возможно)» в театре Уиндхэма в 2003 году и снова в 2009 году за его исполнение роли Полония в постановке RSC «Гамлета» в театре Новелло.

## Книги
Книги Оливера Форда Дэвиса включают «Играя Лира», рассказ о его опыте выступления в театре Алмейда, и «Исполняя Шекспира». Обе книги были опубликованы издательством Nick Hern Books.